# Het Beste Idee van Nederland
Het Beste Idee van Nederland was een Nederlands televisieprogramma dat oorspronkelijk uitgezonden werd door Veronica en later door SBS6. In het programma krijgt iedereen de kans zijn of haar idee te presenteren voor een jury. De winnaar kreeg een geldprijs van €25.000,- en bovendien werd het winnende idee in productie genomen. Het programma werd gepresenteerd door Henkjan Smits en Tooske Ragas. In 2011 presenteerde Beau van Erven Dorens de show, met een geheel nieuwe opzet. Na een hiatus van twee jaar (2012–2013) waarin het programma niet werd uitgezonden, keerde het in 2014 weer terug voor twee seizoenen. Het programma werd in dat jaar gepresenteerd  door Jochem van Gelder en Britt Dekker. In 2015 was de presentatie wederom in handen van Jochem van Gelder, maar toen met medepresentator Airen Mylene. 

## Geschiedenis
Het Beste Idee van Nederland werd van 2004 tot en met 2006 uitgezonden op Veronica. In het eerste jaar waren alleen studenten welkom om een idee te presenteren en in het tweede jaar mochten niet-studenten een student vragen om het idee te presenteren, daarna werd de show toegankelijk voor een ieder met een idee. In 2007 verhuisde het programma naar SBS6. Het programma werd in 2004 gepresenteerd door Jeroen Kijk in de Vegte, in 2005 door Charly Luske, in 2006 door Karlein Nolet en in de seizoenen daarna door Tooske Ragas en Henkjan Smits. De jury bestond sinds het eerste seizoen uit Bernd Schneider (uitvinder van de 'Vacu Vin'), Manon Navarro (designer) en Erland Bakkers (industrieel ontwerper). De bezetting van de vierde juryplaats wisselde of rouleerde per seizoen. In 2004, 2007 en 2008 werd deze plek bezet door Han Brezet (hoogleraar). In 2005 zat hier Quinty Trustfull, in 2006 Miryanna van Reeden, in 2009 Sacha Silvester en in 2010 Thimon de Jong. In 2009 was er een eenmalige award uitgereikt voor het 'Het Beste Duurzame Idee van Nederland'. In 2010 werd de zogenoemde Black Box ingevoerd, waardoor afgevallen kandidaten de kans werd gegeven om zichzelf en hun idee opnieuw te presenteren, en dan mogelijk alsnóg door te gaan naar de volgende ronde. In 2011 werd het programma in een nieuw jasje gestoken. Toen bestond de jury uit Bertram Beerbaum, Isa Hoes, Marja Middeldorp, Ed Lodewijks en fungeerde Bernd Schneider als juryvoorzitter achter de schermen.
In 2014 keerde het programma wederom terug op de televisie. In de jury zetelde destijds onder anderen Erlynne Bakkers, die eerder jurylid was, maar destijds onder de naam Erland Bakkers die tussen 2006 en 2014 een geslachtsverandering had ondergaan. Het 'Beste Idee van Nederland 2014' werd uiteindelijk gewonnen door de twee docenten, Dick Kloosterman en Frank Schoffelen. Ze wonnen met het idee van de 'OBOS' (de Opstaande Bestrating Overwinnende Sneeuwschep). In het er opvolgende en vooralsnog laatste seizoen van 2015 won Angelique Bakker met de 'Makkeliek', een verrijdbaar emmeronderstel waarmee schoonmaken eenvoudiger werd gemaakt.
In april 2023 keerde het programma opnieuw terug onder de titel Wat een Uitvinding! Het werd toen gepresenteerd door Gordon.

## Winnaars
| Seizoen | Jaar | Winnaar                              | Idee                | Omschrijving                                                                                           | Maakindustrie           |
| ------- | ---- | ------------------------------------ | ------------------- | --- | ----------------------- |
| 1       | 2004 | Jean-Paul Niellissen                 | Roller Controller   | Een computermuis ter grootte van een skippybal die men met het hele lichaam bedient                    |                         |
| 2       | 2005 | Marc Karreman                        | Chip 2 Chip         | Een systeem dat een geldoverdracht tussen twee chipknips mogelijk maakt                                |                         |
| 3       | 2006 | Jan Toonssen                         | Montage draadstang  | Een draadstang die op maat af te breken is, en waar zonder nabewerking een moer op kan worden gedraaid |                         |
| 4       | 2007 | Cees Stam                            | Pietje belt         | Een autogordel die losgaat wanneer hij in contact komt met water                                       |                         |
| 5       | 2008 | Wim de Vroedt (namens Fons Marcus)   | Wandelstokklem      | Een klem waarmee men een wandelstok aan een tafelblad kan bevestigen                                   | Ontwerpbureau Koen & Co |
| 6       | 2009 | Siem, Camiel en Merlijn              | ZzzleepLight        | Een slaapkamerlampje dat langzaam uitgaat en rustgevende geluiden afspeelt                             |                         |
| 7       | 2010 | Desmond                              | De altijd open deur | Een vluchtdeur die op verschillende manieren geopend kan worden                                        |                         |
| 8       | 2011 | Vince                                | De Lunch Locker     | Een broodtrommel met elastiekjes die de boterhammen op hun plaats houden                               |                         |
| 9       | 2014 | Dick Kloosterman en Frank Schoffelen | OBOS sneeuwschep    | Een sneeuwschep die niet achter stoeptegels blijft haken                                               |                         |
| 10      | 2015 | Angelique Bakker                     | Makkeliek           | Een wagen om emmers te vervoeren tijdens het schoonmaken                                               |                         |

## Trivia
- Angelique Bakker is de eerste vrouw die Het beste idee won.[3]
- Tijdens seizoen 5 stierf deelnemer Fons Marcus, de uitvinder van het 'Wandelstok Klemsysteem', tijdens zijn deelname aan het programma. Zijn neef Wim de Vroedt nam de presentatie van zijn idee van hem over en won daarmee voor hem het programma.[4] Hiermee is Fons Marcus de enige van de winnaars die het programma niet zelf heeft gewonnen.